# Ligue des champions européenne de l'IFAF 2019
Navigation
Ligue des champions 2018 Ligue des champions 2020
La Ligue des champions européenne de l'IFAF 2019 est la 6e édition de la Ligue des champions européenne de football américain créée par la Fédération internationale de football américain (IFAF New York).
À la suite des dissensions au sein de l'IFAF (division entre la branche de New York et la branche Europe), depuis la saison 2017, la compétition ne regroupait plus tous les vainqueurs des divers championnats nationaux.
L'IFAF New York a néanmoins voulu continuer à organiser cette compétition européenne des clubs champions et annonce pour l'année 2019 une compétition avec treize clubs issus des onze nations européennes les plus importantes. Seule l'Allemagne n'a pas accepté d'y envoyer d'équipe, le calendrier de son championnat national étant déjà trop surchargé de par le nombre élevé d'équipes composant sa première division.
L'IFAF nomme officiellement la compétition l'European Club Team Competition (ECTC).

## Déroulement de la compétition
Quatre divisions ont été créées à savoir :
- Division Nord : Danemark, Finlande, Suède
- Division Centrale : Autriche, Danemark, Espagne,
- Division Ouest : Autriche, France, Italie
- Division est : Pologne, Serbie, Suisse, Turquie

Les vainqueurs des divisions Nord et Centrale se rencontrent ensuite en demi finale. Il en est de même pour les divisions Ouest et Est.
Le titre de la Central European Football League 2019 (CEFL) sera décerné au vainqueur de la demi finale entre les divisions Ouest et Est.
Les gagnants des demi-finales se rencontrent lors de l'ECTC Championship Game désignant ainsi le vainqueur de la compétition.

### Équipes participantes
| Clubs                    | Titres | Qualifications                       |
| ------------------------ | ------ | ------------------------------------ |
| Division Nord            |        |                                      |
| Copenhagen Towers        | 0      | Champion de Danemark                 |
| Helsinki Roosters        | 2      | Champion de Finlande                 |
| Stockholm Mean Machine   | 0      | Champion de Suède                    |
| Division Centrale        |        |                                      |
| Dacia Vienna Vikings     | 0      | Vice-champion d'Autriche             |
| Badalona Dracs           | 0      | Champion d'Espagne                   |
| Triangle Razorbacks      | 0      | Vice-champion du Danemark            |
| Division Ouest           |        |                                      |
| Swarco Raiders           | 1      | Champion d'Autriche, tenant du titre |
| Black Panthers de Thonon | 0      | Vice-champion de France              |
| Milan Seamen             | 0      | Champion d'Italie                    |
| Division Est             |        |                                      |
| Wroclaw Panthers         | 1      | Champion de Pologne                  |
| Kragujevac Wild Boars    | 0      | Champion de Serbie                   |
| Calanda Broncos          | 0      | Champion de Suisse                   |
| Istanbul Koc Rams        | 0      | Champion de Turquie                  |

## Résultats[2]

### Éliminatoires

#### Division Nord
- 13 avril à midi : Stockholm Mean Machines 19  – 21 Helsinki Roosters[3]
- 27 ou 28 avril : Copenhagen Towers 28  – 25 Stockholm Mean Machines
- 11 mai à 15 heures : Helsinki Roosters 22 – 18 Copenhagen Towers

| Rang | Équipe                  | Pts | J | G | N | P | Bp | Bc | Diff |
| ---- | ----------------------- | --- | - | - | - | - | -- | -- | ---- |
| 1    | Helsinki Roosters       | 6   | 2 | 2 | 0 | 0 | 43 | 37 | +6   |
| 2    | Copenhagen Towers       | 4   | 2 | 1 | 0 | 1 | 46 | 47 | -1   |
| 3    | Stockholm Mean Machines | 2   | 2 | 0 | 0 | 2 | 44 | 49 | -5   |

#### Division Centrale
- 14 avril à Vienne en Autriche : Triangle Razorbacks 0  – 60 Dacia Vienna Vikings[3]
- 27 avril à Badalona en Espagne : Dacia Vienna Vikings 38  – 8 Badalona Dracs
- 18 mai à Vejle au Danemark : Badalona Dracs 54  – 38 Triangle Razorbacks

| Rang | Équipe               | Pts | J | G | N | P | Bp | Bc  | Diff |
| ---- | -------------------- | --- | - | - | - | - | -- | --- | ---- |
| 1    | Dacia Vienna Vikings | 6   | 2 | 2 | 0 | 0 | 98 | 8   | +90  |
| 2    | Badalona Dracs       | 4   | 2 | 1 | 0 | 1 | 62 | 76  | -14  |
| 3    | Triangle Razorbacks  | 2   | 2 | 0 | 0 | 2 | 38 | 114 | -76  |

#### Division Ouest
- 13 avril : Swarco Raiders Tirol 41 – 7 Thonon Black Panthers[3]
- 11 mai : Milan Seamen 23 – 50 Swarco Raiders Tirol[4]
- 25 mai : Thonon Black Panthers 42 – 7 Milan Seamen[5]

| Rang | Équipe                | Pts | J | G | N | P | Bp | Bc | Diff |
| ---- | --------------------- | --- | - | - | - | - | -- | -- | ---- |
| 1    | Swarco Raiders Tirol  | 6   | 2 | 2 | 0 | 0 | 91 | 30 | +61  |
| 2    | Thonon Black Panthers | 4   | 2 | 1 | 0 | 1 | 49 | 48 | +1   |
| 3    | Milan Seamen          | 2   | 2 | 0 | 0 | 2 | 30 | 92 | -62  |

#### Division Est
- 13 avril : Wroclaw Panthers 3 – 27 Calanda Broncos[3]
- 13 avril : Kragujevac Wild Boars 53 – 36 Istanbul Koç Rams[3]
- 27 avril : Calanda Broncos 37 – 33 Kragujevac Wild Boars
- 27 avril : Istanbul Koç Rams 7 – 55 Wroclaw Panthers
- 11 mai : Calanda Broncos 55 – 17 Istanbul Koç Rams
- 11 mai : Wroclaw Panthers 70 – 13 Kragujevac Wild Boars

| Rang | Équipe                | Pts | J | G | N | P | Bp  | Bc  | Diff |
| ---- | --------------------- | --- | - | - | - | - | --- | --- | ---- |
| 1    | Calanda Broncos       | 9   | 3 | 3 | 0 | 0 | 119 | 53  | +66  |
| 2    | Wroclaw Panthers      | 7   | 3 | 2 | 0 | 1 | 128 | 47  | +81  |
| 3    | Kragujevac Wild Boars | 5   | 3 | 1 | 0 | 2 | 99  | 143 | -44  |
| 4    | Istanbul Koç Rams     | 3   | 3 | 0 | 0 | 3 | 60  | 163 | -103 |

### Demi finales
- 8/9 juin 2019 :  Dacia Vienna Vikings 35 - 10 Helsinki Roosters
- 8/9 juin 2019 : CEFL Bowl 2019 :  Swarco Raiders 46 - 42 Calanda Broncos

### ECTC Championship Game
Match joué le 29 juin 2019 à Innsbruck en Autriche
- Swarco Raiders 35 - 10 Dacia Vienna Vikings